# Trilepida salgueiroi
Trilepida salgueiroi — вид змій родини струнких сліпунів (Leptotyphlopidae). Ендемік Бразилії.

## Поширення і екологія
Trilepida salgueiroi мешкають в бразильських штатах Баїя, Еспіріту-Санту, Мінас-Жерайс і Ріо-де-Жанейро. Вони живуть в атлантичних лісах і заростях каатинги.